# 란저우 라몐
란저우 라몐(중국어 간체자: 兰州拉面, 정체자: 蘭州拉麵, 병음: Lánzhōu lāmiàn) 또는 란저우 뉴러우몐(중국어 간체자: 兰州牛肉面, 정체자: 蘭州牛肉麵, 병음: Lánzhōu niúròu miàn)은 중국 란저우의 쇠고기 라몐이다. 란저우 이외 지역에서는 "란저우 라몐"이라는 이름으로 알려져 있지만, 란저우에서는 단순히 "쇠고기 국수"라는 뜻의 뉴러우몐(중국어 간체자: 牛肉面, 정체자: 牛肉麵, 병음: niúròu miàn)으로 불린다.

## 같이 보기
- 타이완 뉴러우몐